# Polinas Tagebuch
Polinas Tagebuch (russisch Муравей в стеклянной банке. Чеченские дневники 1994–2004) ist ein 2014 erstmals veröffentlichtes Buch der Schriftstellerin Polina Wiktorowna Scherebzowa. Das Buch enthält Tagebucheinträge der Autorin, die sie während des Krieges in Tschetschenien verfasst hatte.
Der Spiegel: „Politkowskaja hat den Krieg als Journalistin beschrieben, von außen. Polina Scherebzowa erzählt von innen, aus dem Herzen der Finsternis.“
Am Anfang des Ersten Tschetschenienkriegs (1994–1996) starb Polina Scherebzowas Großvater Anatoli. Das Krankenhaus in Grosny in der Straße des Ersten Mai, wo sich der 72-jährige Veteran des Zweiten Weltkriegs aus gesundheitlichen Gründen aufhielt, war unter Beschuss der Flugzeuge geraten. Polina machte den ersten ernsthaften Eintrag in ihrem Tagebuch. Darin gab sie den Nachbarn und Freunden Spitznamen. Sie schrieb über lustige und traurige Momente des Lebens.
In dieser Situation wird das Tagebuch für Polina Rettungsanker und Herausforderung zugleich. „Ich weiß nicht, wann der Tod kommt, und nur wenn ich schreibe, habe ich keine Angst. Ich glaube, ich tue etwas Wichtiges. Ich werde schreiben“, stellt sie am 10. August 1996 fest.
1999 begann der Zweite Tschetschenienkrieg in Grosny im Nordkaukasus. Polina Scherebzowa war zu diesem Zeitpunkt 14 Jahre alt und führte ihr Tagebuch fort. Während sie ihrer Mutter nach der Schule auf dem zentralen Markt in Grosny half, kam es zu einem Beschuss und sie wurde am Bein verwundet. Der Angriff auf den Markt fand am 21. Oktober 1999 statt und wurde dokumentiert. Auf Grund der Verletzung und Krankheit konnten Polina Scherebzowa und ihre Mutter trotz des Krieges Grosny nicht verlassen. Sie litten Hunger und wurden zusammen mit ihren Nachbarn aus ihren Wohnungen vertrieben. Diese Erlebnisse hielt Polina Scherebzowa in ihrem Tagebuch fest.
Polina hat dieses Buch der Regierung Russlands gewidmet.
2015 wurde das Tagebuch in einer Übersetzung von Olaf Kühl in Deutschland veröffentlicht.

## Rezension
Tobias Rapp rezensierte das Buch für das Magazin Der Spiegel und urteilte: „»Polinas Tagebuch« könnte die Welt erschüttern, wie es das Tagebuch der Anne Frank getan hat. [...] Eine Kinderstimme erzählt von einem der Menschheitsverbrechen der vergangenen 20 Jahre, dem Krieg in Tschetschenien.“
Deutschlandradio Kultur: "Polina Scherebzowa hat beide Tschetschenienkriege erlebt. In "Polinas Tagebuch" beschreibt sie ihre Eindrücke als ahnungsloses Mädchen während des ersten Krieges - und die Schwierigkeiten des Erwachsenwerdens in Zeiten von Angst und Gewalt."

## Publikationen
- Дневник Жеребцовой Полины Detektiv-Press, Moskau 2011. ISBN 978-5-89935-101-3
- Муравей в стеклянной банке. Чеченские дневники 1994–2004 Corpus, Moskau 2014. ISBN 978-5-17-083653-6

In anderen Sprachen
- Polina Scherebzowa, Le journal de Polina. France, Paris: Books Editions, 2013. ISBN 2-36608-032-8
- Polina Scherebzowa, Sodan sirpaleet. Finland, Helsinki: INTO, 2014. ISBN 978-952-264-312-4
- Polina Scherebzowa, Le journal de Polina. France, Paris: 10/18, 2015. ISBN 978-2-264-06455-4
- Polina Scherebzowa, Polinas Tagebuch, übersetzt von Olaf Kühl, Rowohlt, Berlin (März) 2015. ISBN 978-3-87134-799-3
- Polina Scherebzowa, Чеченські щоденники 1994-2004 рр. Ukraine: Клуб сімейного дозвілля, 2015. ISBN 978-966-14-8343-8
- Polina Scherebzowa, Polinos Dienorastis. — Lithuania, Tytoalba, 2015. ISBN 978-609-466-107-5
- Polina Scherebzowa, "Deníky Poliny Žerebcovové", BIZBOOKS, 2016, ISBN 978-80-265-0500-6